# Schiwago-Look

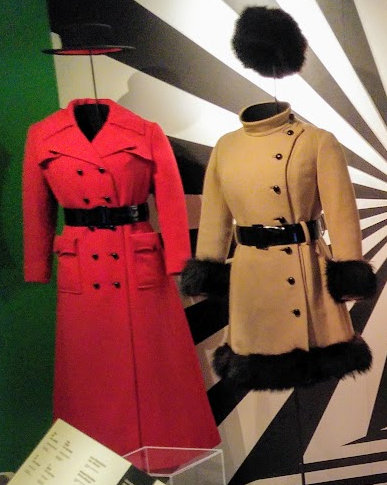
Mantel und Kurzmantel im variierten Schiwago-Look (1967)

Der Schiwago-Look war eine durch den Film Doktor Schiwago (1965) angeregte kurzlebige Mantelmode für Damen. Die waden- bis knöchellangen, taillierten Mäntel hatten in ihrer typischen Ausprägung doppelreihige Posamentenverschlüsse, breite Kragen und Revers. Unter anderem waren sie pelzverbrämt, oft zusammen mit einer Pelzkappe im russischen Stil gezeigt.
Die Bezeichnung Schiwago-Look wird mit dem französischen Modedesigner Yves Saint Laurent assoziiert. Aufregung erzeugte er, als er 1966 die Mannequins mit transparenter Bluse unter den Schiwago-Mänteln auftreten ließ, zu jener Zeit noch als provokativ empfunden.